# Alianza Fox-Turner para la televisación del fútbol argentino
La alianza entre Fox y Turner por los derechos de televisación del fútbol argentino es un acuerdo entre ambas cadenas de medios para la transmisión de los partidos de la Primera División de Argentina a partir del campeonato 2017-18, con la creación de la Superliga Argentina.
Tras conocerse la decisión gubernamental de no continuar con Fútbol para todos, lo que significó la ruptura unilateral del contrato entre el Gobierno nacional y la Asociación del Fútbol Argentino celebrado en 2009, se realizó una licitación donde se presentaron tres ofertas para hacerse de los derechos de la máxima categoría de fútbol en el país, llevadas a cabo por ESPN, Mediapro y por la alianza Fox-Turner.
Finalmente, y tras varias idas y vueltas, la alianza entre las dos corporaciones estadounidenses, Fox Networks Group Latin America y Turner Broadcasting System Latin America, quienes firmaron con la entidad madre un convenio por cinco años de duración con opción a otros cinco, ganó la pulseada. A su vez, le pagaron a la AFA un adelanto de AR$ 1200 millones como garantía, y aseguraron otros AR$ 3200 millones por año. Además, se comprometió a hacerse cargo del juicio que el Grupo Clarín le había iniciado a la AFA por haber rescindido en 2009 el contrato que los unía hasta 2014.
El 16 de octubre de 2020, el Comité Ejecutivo de la AFA resolvió romper la parte del contrato correspondiente a Fox Sports, que fue absorbida anteriormente por The Walt Disney Company.
Finalmente el 30 de octubre la justicia decidió que Fox Sports siga transmitiendo los encuentros. El 1 de enero de 2021 la AFA renovó el contrato con Disney hasta 2030.
El 25 de febrero de 2021, tras la llegada de Alberto Fernández a la Presidencia de la Nación en 2019 se aceptó la vuelta del fútbol gratuito por la Televisión Pública para emitir dos partidos por fecha en convenio con The Walt Disney Company, el cual finalizó en 2024.
El 21 de diciembre de 2022, Claudio Fabián Tapia anunció que se había dado por finalizada la opción de renovación para que TNT se quedara con la mitad del fútbol argentino para el trienio 2027-2030. Sin embargo, en abril de 2025 se confirmaría que el canal ampliaría sus derechos televisivos por otro periodo más.
Actualmente los partidos son emitidos por ESPN, ESPN Premium y TNT Sports/HBO Max con Torneos como empresa productora.

## Historia
Los derechos adquiridos por la alianza son exclusivamente para la transmisión de la Primera División, que en la temporada 2017-18 contaría con 28 equipos, dando como resultado 14 partidos semanales. Para la cobertura de los encuentros, se crearon dos señales, las cuales transmitirían —por lo menos al principio— siete partidos cada una. Por el lado de Turner, se creó la señal paga TNT Sports para la transmisión del grueso de partidos, y se utilizó la señal básica de TNT para los pocos que irían por televisión abierta. En tanto Fox, además de utilizar su canal básico Fox Sports 2 para la transmisiones abiertas, lanzó Fox Sports Premium, ahora denominado ESPN Premium.
La publicidad del «pack fútbol», comenzó a mediados de julio, con el lanzamiento de la página web de TNT Sports, y de las redes sociales. Fox Sports Premium y TNT Sports iniciaron transmisiones el 21 y el 25 de agosto, respectivamente. Significó la vuelta de empresas privadas para la televisación del fútbol, tras la rescisión unilateral de la AFA, en 2009, con Torneos y Competencias y Television Satelital Codificada, que tenían contrato hasta 2014.
Tras el anuncio, el presidente de Turner Latin America, Whit Richardson, comentó:

«Estamos enfocados en poner el compromiso de los fanáticos en el centro de todo lo que hacemos, y sabemos que hay pocos lugares donde se encontrarán fanáticos más leales y comprometidos en el mundo como los del fútbol argentino».
Whit Richardson, en la página oficial de Turner.

#### Emisión
El plazo establecido para ver el fútbol en calidad estándar (SD), sin cargo adicional al del plan del cableoperador, fue variando. En principio, se informó que sería hasta el 30 de septiembre, para luego prorrogarlo hasta el 31 de octubre. A partir de esa fecha, o antes de la misma en cuanto al servicio de alta definición, el costo del paquete fue en principio de AR$ 300 finales adicionales al mes. Sin embargo, más allá de lo acordado inicialmente, las empresas decidirían adelantar el fin del plazo al 27 de octubre, al comenzar la séptima fecha de la competición. Así, se pudieron ver desde entonces solamente cuatro partidos por fecha en las señales básicas y en HD, mientras que en la señales premium se pudieron ver todos los partidos —de los cuales fueron 10 en exclusiva— y en HD. Desde 2018 se pueden ver dos partidos por fecha en las señales básicas y en HD, mientras que en la señales premium se pueden ver todos los partidos —de los cuales 13 son en exclusiva— y en HD.
Durante la primera temporada de la Superliga, cada canal transmitió la misma cantidad de partidos. Todos los partidos fueron televisados por codificado y en alta definición. Por fecha, se transmitieron dos partidos en señal liberada, por Fox Sports 2 y TNT. En cuanto a la emisión de los partidos de Boca Juniors y River Plate, cada señal emite dos fechas consecutivas a cada equipo, salvo el superclásico, que fue transmitido en simultáneo por ambos canales.
Antes de arrancar la competencia, los datos de share televisivo —suministrados por Kantar Ibope Media— arrojaron que los partidos de Boca Juniors son los más vistos, con 9,21% del total de los equipos. Segundo, quedó River con 7,9%, luego Independiente con 4,8%, San Lorenzo que posee el 4,62% y Racing 4,1%, entre los primeros. Dicho dato, es importante, ya que es una variable a considerar a la hora del reparto de dinero por derechos televisivos. Desde 2021, se emiten seis y siete partidos alternándose entre ESPN Premium y TNT Sports. Por cada fecha Televisión Pública emite dos partidos en simultáneo con ESPN, esto es debido a un convenio por parte de The Walt Disney Company Latin America con el gobierno argentino. Por su parte, Turner Broadcasting System Latin America se negó a cederle 2 partidos a la Televisión Pública, para que esto sucederia Turner exigia que se habilite un aumento en el abono por el “Pack Fútbol” o se establezca alguna compensación como la extensión del plazo del contrato vigente a lo que el gobierno se negó rotundamente y no hubo acuerdo, cabe mencionar que Turner dejó de emitir partidos liberados desde la temporada 2020 en adelante. Debido a que Disney vendió los derechos de toda la marca Fox Sports Argentina a Mediapro, incluyendo los denominados "contenidos fundamentales" (cumpliendo así con uno de los dictámenes impuestos por la Comisión Nacional de Defensa de la Competencia) en abril de 2022, la empresa se quedó con los derechos del fútbol argentino que previamente le pertenecían a Fox, y por ende quedándose también con la señal de Fox Sports Premium. Debido a esto, y a que Disney ya no posee los derechos para usar la marca de dicha señal, el 1 de mayo de 2022 Fox Sports Premium fue relanzado como ESPN Premium.
El 20 de diciembre de 2022, el presidente de la AFA Claudio Tapia anunciaría en una asamblea desarrollada en Ezeiza que se venció la opción para que TNT Sports pueda renovar los derechos de TV para el ciclo 2027-2030 de la Liga Profesional de Futbol. Así mismo, también confirmó que será la propia casa madre del fútbol argentino quien se quedará con ellos, pudiendo explotarlos o relicitarlos, ya que por la otra mitad, ya había llegado a un acuerdo con ESPN. La razón detrás de ello es la seguidilla de decisiones cuestionables tomadas por la cadena luego de que Enrique Sacco asumiera la dirección de TNT Sports Argentina, por lo que a la AFA no le agradó que TNT no ofertase por el 50%, que no se liberen los dos partidos que esta y el gobierno habían solicitado y que tampoco tuvieran respuestas sobre la oferta para el periodo 2027-2030. La AFA entendió la dilatación de las negociaciones como una falta de recursos monetarios de TNT Sports para hacer frente a esto, y dio por concluida las negociaciones, esgrimiendo vencimiento del plazo para la misma.
En cuanto a la emisión de los partidos de Boca Juniors y River Plate, cada señal emite por fecha a 1 de los 2 equipos, salvo el superclásico, que es transmitido en simultáneo por ambos canales.
A partir del Torneo 2025, la Televisión Pública dejó de transmitir partidos de la liga debido a que esta no renovó el acuerdo de sublicencia con ESPN, y el servicio de streaming hermano de TNT Sports Max empezó a emitir los mismos encuentros que esta cadena de forma simultánea.
El 3 de abril de 2025, se reveló que Warner Bros. Discovery y AFA habían llegado a un acuerdo de renovación para que TNT Sports continue con sus derechos de transmisión de la Liga Profesional de Fútbol durante el periodo 2027-2031.
| ESPN Premium       | 7 o 8 | Estándar / HD | Sí | Sí |
| TNT Sports/HBO Max | 7 o 8 | Estándar / HD | Sí | Sí |
| ESPN               | 2     | Estándar / HD | No | No |

| ESPN Premium       | 7 | Estándar / HD | Sí | Sí |
| TNT Sports         | 7 | Estándar / HD | Sí | Sí |
| Televisión Pública | 2 | Estándar / HD | No | No |
| ESPN               | 2 | Estándar / HD | No | No |

| ESPN Premium       | 7 | Estándar / HD | Sí | Sí |
| TNT Sports         | 7 | Estándar / HD | Sí | Sí |
| Televisión Pública | 2 | Estándar / HD | No | No |
| ESPN               | 2 | Estándar / HD | No | No |

| Fox Sports Premium | 7 | Estándar / HD | Sí | Sí |
| TNT Sports         | 7 | Estándar / HD | Sí | Sí |
| Televisión Pública | 2 | Estándar / HD | No | No |
| ESPN               | 2 | Estándar / HD | No | No |

| Fox Sports Premium | 6 | Estándar / HD | Sí | Sí |
| TNT Sports         | 6 | Estándar / HD | Sí | Sí |
| Fox Sports 2       | 1 | Estándar / HD | No | No |
| TNT                | 1 | Estándar / HD | No | No |

| Fox Sports Premium | 6 o 7 | Estándar / HD | Sí | Sí |
| TNT Sports         | 6 o 7 | Estándar / HD | Sí | Sí |
| Fox Sports 2       | 1 o 2 | Estándar / HD | No | No |
| TNT                | 1 o 2 | Estándar / HD | No | No |

| Fox Sports Premium | 7 | Estándar / HD | Sí | Sí |
| TNT Sports         | 7 | Estándar / HD | Sí | Sí |
| Fox Sports 2       | 2 | Estándar / HD | No | No |
| TNT                | 2 | Estándar / HD | No | No |

#### Certámenes emitidos
| Competiciones                       | Competiciones                                   |
| Temporada                           | Campeonatos                                     |
| ----------------------------------- | ----------------------------------------------- |
| 2022-2023                           | Torneo de la Liga Profesional 2022              |
| 2022-2023                           | Copa de la Liga Profesional 2022                |
| 2020–2021                           | Trofeo de Campeones de la Liga Profesional 2021 |
| 2020–2021                           | Torneo de la Liga Profesional 2021              |
| 2020–2021                           | Copa de la Liga Profesional 2021                |
| 2020–2021                           | Copa Diego Armando Maradona 2020                |
| 2019–2020                           |                                                 |
| Superliga 2019–2020                 |                                                 |
| Copa de la Superliga Argentina 2020 |                                                 |
| Supercopa Argentina 2019            |                                                 |
| Torneo de Verano 2020               |                                                 |
| 2018–2019                           |                                                 |
| Superliga 2018–2019                 |                                                 |
| Copa de la Superliga Argentina 2019 |                                                 |
| Supercopa Argentina 2018            |                                                 |
| Torneo de Verano 2019               |                                                 |
| 2017–2018                           |                                                 |
| Superliga 2017–2018                 |                                                 |
| Supercopa Argentina 2017            |                                                 |
| Torneo de Verano 2018               |                                                 |

### Retransmisión de las imágenes
Según se informó desde las empresas dueñas de los derechos, habrá que esperar dos horas desde la finalización del partido para que recién las imágenes y el compacto de los goles y lo más destacado pueda ser retransmitido por otras señales. A su vez, se dejó en claro que habrá un estricto control sobre las redes sociales, evitando así la difusión del contenido protegido —que saldrá en televisión paga—, incluso generando como consecuencia la eliminación de dicho material no autorizado, y hasta el cierre de las cuentas de las redes sociales donde se originó su publicación.
No obstante, las imágenes son retransmitidas por diversos sitios web. A su vez, hay señales que retransmiten el compacto de los goles y lo más destacado una vez finalizado el partido incumpliendo dicho plazo de tiempo estipulado.

## Equipo de periodistas

### ESPN Premium e ESPN

#### Partido más destacado
- Sebastián Vignolo (relatos)
- Diego Latorre (comentarios)

#### Resto de los encuentros
- Mariano Closs (relatos)
- Pablo Bari (relatos)
- Jorge Barril (relatos)
- Federico Bulos (relatos)
- Leonardo Gabes (relatos)
- Marcelo Espina (comentarios)
- Gustavo López (comentarios)
- Fernando Niembro (comentarios)
- Diego Fucks (comentarios)
- Esteban Edul (comentarios)
- Carlos Fernando Navarro Montoya (comentarios)

### TNT Sports

#### Partido más destacado
- Pablo Giralt (relatos)
- Juan Pablo Varsky (comentarios)

#### Resto de los encuentros
- Raúl Taquini (relatos)
- Leandro Zapponi (relatos)
- Fernando Lingiardi (relatos)
- Arturo Bulian (relatos)
- Nicolás Haase (relatos)
- Diego Olave (relatos)
- Fernando Pacini (comentarios)
- Fabián Godoy (comentarios)
- Román Iucht (comentarios)
- Fernando Salceda (comentarios)

### Televisión Pública
- Gustavo Kuffner (relatos)
- Gustavo Cima (relatos)
- Pablo Ladaga (relatos)
- Miguel Osovi (comentarios)
- Damián Trillini (comentarios)